# Diều Philippines
Diều Philippines (danh pháp hai phần: Nisaetus philippensis), trước đây được đặt trong chi Spizaetus) là một loài chim săn mồi thuộc Accipitridae.
Trước đây nhiều nhà phân loại học coi diều Pinsker (Nisaetus pinskeri) là một phân loài của diều Philippines, nhưng gần đây nó đã được nâng cấp thành một loài.
Nisaetus philippensis nghĩa hẹp là loài đặc hữu của đảo Luzon thuộc Philippin. Môi trường sinh sống tự nhiên của nó ở các khu rừng đất thấp ẩm nhiệt đới hoặc cận nhiệt đới. Nó bị đe dọa mất nơi sống.